# Samuel-Bogumil-Linde-Preis
Der Samuel-Bogumil-Linde-Preis ist ein Literaturpreis, der von den Städten Thorn (Toruń) und Göttingen 1996 gestiftet wurde. Er ist benannt nach dem polnischen Sprachforscher Samuel Bogumił Linde und zeichnet alljährlich deutsche und polnische Schriftsteller oder Geisteswissenschaftler aus, die sich um „Verständigung, Versöhnung und freundschaftliche Zuwendung zum jeweiligen Nachbarn“ verdient gemacht haben.
Die Auszeichnung ist pro Jahr mit zweimal 5000 Euro (2022) dotiert und wird jährlich abwechselnd in den beiden Partnerstädten verliehen.

## Preisträger
- 1996 Wisława Szymborska und Günter Grass
- 1997 Zbigniew Herbert und Karl Dedecius
- 1998 Tadeusz Różewicz und Siegfried Lenz
- 1999 Ryszard Kapuściński und Christa Wolf
- 2000 Hanna Krall und Marcel Reich-Ranicki
- 2001 Jan Józef Szczepański und Henryk Bereska
- 2002 Andrzej Stasiuk und F. C. Delius
- 2003 Włodzimierz Kowalewski und Barbara Köhler
- 2004 Hubert Orłowski und Klaus Zernack
- 2005 Paweł Huelle und Hans Joachim Schädlich
- 2006 Sławomir Mrożek und Tankred Dorst
- 2007 Ewa Lipska und Sarah Kirsch
- 2008 Olga Tokarczuk und Ingo Schulze
- 2009 Adam Zagajewski und Durs Grünbein
- 2010 Adam Krzemiński und Karl Schlögel
- 2011 Wiesław Myśliwski und Herta Müller
- 2012 Andrzej Bart und Stephan Wackwitz
- 2013 Eustachy Rylski und Brigitte Kronauer
- 2014 Janusz Rudnicki und Wilhelm Genazino
- 2015 Stefan Chwin und Marie-Luise Scherer
- 2016 Kazimierz Brakoniecki und Jan Wagner
- 2017 Magdalena Tulli und Juli Zeh
- 2018 Navid Kermani und Małgorzata Szejnert
- 2019 Christoph Hein und Szczepan Twardoch
- 2020/21 Dea Loher und Dorota Masłowska
- 2022 Joanna Bator und Terézia Mora
- 2023 Tomasz Różycki und Marcel Beyer
- 2024 Anne Weber und Zbigniew Rokita